# Liste von Kraftwerken in Syrien
Die Kraftwerke in Syrien werden sowohl auf einer Karte als auch in Tabellen (mit Kennzahlen) dargestellt.

## Installierte Leistung und Jahreserzeugung
Im Jahr 2014 lag Syrien bzgl. der installierten Leistung mit 8.200 MW an Stelle 68 und bzgl. der jährlichen Erzeugung mit 21 Mrd. kWh an Stelle 74 in der Welt. Der Elektrifizierungsgrad liegt bei 96 % (100 % in den Städten und 81 % in ländlichen Gebieten).

## Kalorische Kraftwerke
In der Tabelle sind nur Kraftwerke mit einer installierten Leistung > 150 MW aufgeführt.
| Name des Kraftwerks | Inst. Leistung (MW) | Brennstoff       | Status     |
| ------------------- | ------------------- | ---------------- | ---------- |
| Aleppo              | 1.065               | Schweröl         | in Betrieb |
| Al Nasryeh          | 384                 | Erdgas           | in Betrieb |
| Al Zara             | 660                 | Schweröl         | in Betrieb |
| Banias              | 680                 | Schweröl         | in Betrieb |
| Dier Ali            | 750                 | GuD              | in Betrieb |
| Jandar              | 700                 | GuD              | in Betrieb |
| Mehardeh            | 630                 | Schweröl         | in Betrieb |
| Swedieh             | 150                 | Erdgas           | in Betrieb |
| Teshreen            | 656                 | Schweröl, Erdgas | in Betrieb |
| Zayzoun             | 544                 | GuD              | in Betrieb |

## Wasserkraftwerke
| Name des Kraftwerks | Inst. Leistung (MW) | Fluss   | Status     |
| ------------------- | ------------------- | ------- | ---------- |
| Baath               | 81                  | Euphrat | in Betrieb |
| Tabqa               | 824                 | Euphrat | in Betrieb |
| Tischrin            | 630                 | Euphrat | in Betrieb |